# Tomb Raider: The Prophecy
Tomb Raider: The Prophecy è un videogioco per Game Boy Advance pubblicato nel 2002 e facente parte della serie di Tomb Raider. Il videogioco è stato sviluppato dalla Ubi Studios Milano.

## Trama
Dopo aver decifrato un antico manoscritto denominato Tomo di Ezechiele, Lara Croft apprende dell'esistenza di tre magiche pietre che nel corso dei secoli sono state possedute da alcuni grandi sovrani. Il testo comprende anche una terribile profezia: se le pietre cadranno nelle mani degli adepti di una setta votata alla malvagità, i Teg-du-Bhorez, questi la useranno per risvegliare il Grande Grigio, un'entità soprannaturale che potrebbe causare la fine del mondo.
Lara si reca sulle montagne svedesi, tra i templi Cambogiani e a Roma, nelle rovine di un'antica villa, e recupera le tre pietre; al termine della missione, si accorge tuttavia di essere caduta in una trappola: le pietre sono infatti dei falsi, mentre i Teg-du-Bhorez si sono impossessati di quelle vere. Lara si reca allora nel quartier generale della setta, in Romania, e assiste al risveglio del Grande Grigio: dopo aver eliminato tutti gli adepti, l'archeologa combatte contro il malefico demone e lo batte, salvando il mondo dalla distruzione.

### Livelli
- Svezia - La Tomba di Ezechiele - Livelli 1-8
- Cambogia - La Pietra Nera - Livelli 9-17
- Italia - Roma - Livelli 18-24
- Romania - La sede dei Teg-du-Bhorez

## Sviluppo
Tomb Raider: The Prophecy è stato sviluppato per Game Boy Advance dagli studi Ubi Soft di Milano, su licenza di Eidos Interactive, detentori dei diritti della serie. Nello stesso periodo, lo sviluppatore della serie Core Design, che aveva lavorato ai precedenti titoli portatili di Tomb Raider per Game Boy Color, stava sviluppando il nuovo gioco della serie principale principale Tomb Raider: The Angel of Darkness.
Il team di sviluppo era composto da undici persone, tutti veterani dello sviluppo per la famiglia delle console portatili Nintendo. Lo staff comprendeva il produttore Nicola Aitoro, Riccardo Landi come lead designer e Lionel Payet-Pigeon come compositore delle musiche di gioco. Il team ha progettato gli ambienti, i personaggi e i movimenti della telecamera per riprodurre gli elementi tipici della serie principale. Il set di mosse di Lara ricalca quello dei primi due giochi della serie. Una sfida per il team è stato conferire a Lara animazioni fluide all'interno di un hardware limitato; tra i sacrifici che si sono resi necessari, l'eliminazione della capacità di Lara di nuotare e la possibilità di usare armi a due mani, come il fucile a pompa. Il gioco fu il primo della serie Tomb Raider ad avere una visuale isometrica; successivamente, con la nascita della serie spin-off Lara Croft ne saranno realizzati altri due: Lara Croft and the Guardian of Light (2010) e Lara Croft and the Temple of Osiris (2014).
The Prophecy fu il terzo e ultimo episodio della serie a essere sviluppato da UbiSoft; i tre capitoli per console portatile sono inoltre gli unici in tutta la serie a non essere stati sviluppati da Core Design o Crystal Dynamics. Questo è inoltre l'unico gioco di tutta la serie a esser stato sviluppato da un team completamente italiano; gli sviluppatori nascosero nei vari livelli alcuni buffi Easter Egg che rimandano alla loro origine, come quello nel livello 21, dove Lara legge un'iscrizione in latino che recita Olim Hortaces et Suadesti Fidem Ignota; si tratta di un gioco di parole piuttosto volgare, giocato sull'omofonia tra latino e italiano. Un altro easter egg aggiunto dal team sta nel nome dei Teg-Du-Bhorez, che letto al contrario restituisce la frase Zero(h) Budget.
Il gioco è stato annunciato nel maggio 2002, col titolo completo Lara Croft Tomb Raider: The Prophecy.  Il gioco è stato rilasciato in Nord America il 12 novembre dello stesso anno, in Europa il 15 novembre e in Giappone il 6 dicembre.

## Modalità di gioco
Rispetto ai primi due episodi per console portatili, usciti nei due anni precedenti per Game Boy Color, The Prophecy presenta numerose novità nella grafica e nel gameplay, entrambi studiati per sfruttare al massimo le capacità del Game Boy Advance. Il gioco presenta una visuale isometrica, con Lara e gli ambienti inquadrati dall'alto, in modo da dare l'illusione di una grafica in tre dimensioni.
Il gioco appartiene al genere platform action-adventure: il giocatore deve farsi strada attraverso i livelli risolvendo enigmi, trovando oggetti, superando trappole e combattendo contro i nemici. Lara può interagire con elementi dell'ambiente funzionali al progresso nel gioco: in questo caso apparirà una vignetta con una sua frase che dà consigli su come utilizzarlo. Non ci sono filmati, ma la trama viene scandita da testi scorrevoli su una schermata fissa, negli intermezzi tra i livelli.
Il gameplay riprende numerosi elementi dei Tomb Raider tradizionali: Lara può muoversi nell'ambiente di gioco correndo, camminando, saltando su piattaforme o arrampicandosi su di esse; può inoltre sparare ai suoi nemici con tre tipi di armi differenti: le pistole standard, gli uzi e le pistole dorate. A differenza dei giochi per console casalinghe, il sistema di combattimento non prevede un sistema di puntamento automatico, ma Lara è costretta a rimanere ferma in un punto mentre spara al nemico, per non perdere il bersaglio. Lara può inoltre sprintare per correre più velocemente e superare enigmi a tempo.
Il sistema di salvataggio si basa sulle password: ogni livello ne ha una differente; tuttavia, quando si ricarica il gioco, i progressi del giocatore non sono conservati, e ci si ritrova con un inventario di default.

## Promozione e accoglienza
Tomb Raider: The Prophecy doveva fare da apripista a Tomb Raider: The Angel of Darkness, la cui uscita era prevista nello stesso periodo su PlayStation 2 e PC ma poi rimandata di alcuni mesi. Per questo motivo sulla copertina Lara appariva abbigliata con i vestiti di tale capitolo, anche se nel gioco presentava il classico vestiario.
La Halifax, che all'epoca distribuiva i giochi Eidos in Europa, lanciò in Italia un concorso per trovare la "Lara ideale", che sarebbe stata selezionata tra le varie partecipanti. A vincere fu Desirée Noferini, futura modella e attrice all'epoca quattordicenne.
Il videogioco ottenne un notevole successo di vendite, divenendo uno dei più venduti per GBA nel 2002; tuttavia non conquistò del tutto la critica, che gli riservò delle valutazioni poco oltre la sufficienza. A essere criticato fu principalmente il gameplay, ritenuto troppo ripetitivo e poco vario; il sistema di salvataggio, inoltre, fu ritenuto pessimo e frustrante poiché non consentiva al giocatore di godere dei suoi progressi. Altro elemento di critica fu il sonoro, poco ispirato e non all'altezza.
Tra le critiche positive fu invece segnalata la longevità, decisamente alta, e la grafica, definita spettacolare per un videogioco portatile. In definitiva le critiche raccomandarono il gioco ai fan di lungo termine della serie, poiché i nuovi giocatori avrebbero potuto trovarlo poco interessante.